# Agrypon faciale
Agrypon faciale là một loài tò vò trong họ Ichneumonidae.